# 덤 (바둑)
바둑에서 덤은 집을 계산할 때 백(白)을 잡은 사람에게 더해주는 집, 또는 그러한 규칙을 말한다. 바둑은 먼저 두기 시작한 사람이 유리하기 때문에, 나중에 둔 사람에게 그 불리함을 보상해 주기 위한 규칙이다. 현대 바둑에서는 무승부를 막기 위해 덤에 반집의 개념을 도입하고 있다. 단, 덤의 경우 한국과 일본은 6집 반을 6.5집, 중국은 7집 반을 7.5집으로 대체하여 사용하고 있다.

## 덤의 도입
바둑 역사의 초창기에는 덤이 없었고 흑백의 집이 같으면 무승부로 처리하였다. 따라서 실력이 같은 호선 승부에서는 흑백을 번갈아 쥐면서 승부를 가리곤 하였다. 그러나 근대 바둑의 성립 이후 일반 대회에서는 당일 승부를 가릴 필요성이 커졌고 번갈아 흑백을 나눠잡아 승부를 가리는 것은 상당한 시일이 걸리고 승부의 가름이 쉽지 않기 때문에 덤의 개념이 도입되었다. 또한 일본에서 있었던 사건이 결정적 계기가 되었는데, 당시 프로기사에게는 대국마다 대국료가 책정되어 있었고 무승부가 되었을 경우에는 다시 재대국을 벌이며 대국료를 받을 수 있었는데 프로기사 둘이 담합하여 세 판을 무승부로 만들었고 거액의 대국료를 챙긴 사건이 발생했다. 일본기원에서는 이 사건을 계기로 이사회를 소집하여 무승부를 방지하기 위한 대책으로 반집의 개념을 도입했다.

## 덤의 크기
덤의 크기는 점차 커지는 방향으로 발전하였다. 덤이 공식기전에 등장한 최초의 프로기전이라 할 수 있는 1940년 일본 본인방 기전에서는 4집을 책정했다. 1973년 1월 대한일보사가 그 당시 우승상금 50만원의 최대 기전인 백남배를 창설하면서 5집 반을 덤으로 책정했다. 일본은 1974년 본인방전에서 5집 반이 채택했고 이는 오랫동안 통상적인 덤의 크기가 되었다. 그러나 5집 반에서도 흑을 잡는 것이 편하다는 기사가 많았고 실제로도 흑의 승률이 더 높았다.
이후 대만의 잉씨배에서는 프로기사간 흑백간 집 차이를 단순 계산하는 방식으로 독특하게 덤을 8집(한국식 계산으로는 7집 반이 된다)으로 계산하여 백에게 유리한 덤을 책정했다. 잉창치씨는 1978년에 일본신문에 발표된 총 1,971 대국의 결과를 분석하여 흑의 승률이 54%가 넘으므로 덤 5집반은 흑에게 유리하고 설사 덤을 6집반으로 하더라도 흑의 승률이 53%에 달해 여전히 흑이 유리하다고 하면서 덤을 8집으로 했을 때에는 비로소 흑과 백의 승률이 거의 50%로 같아지므로 8집이 타당하고 하였다. 그래서 잉씨배의 기사에서 흑백을 가릴 때 백을 먼저 선호하는 기사가 더 많기도 하였다.
이후 1990년대 후반에 와서 5집 반은 흑이 역시 편하다는 기사들의 태도에 따라, 한국에서는 1998년 제3회 LG배 세계기왕전에서 덤 6집반을 전격 채택함으로써 덤을 증강하였다. 마지막으로 5집반 덤을 고수하던 왕위전도 2003년 37기 대회부터 6집반을 채택함에 따라 한국의 기전은 모두 6집반으로 치러진다. 현재 한국과 일본은 6집 반이며, 중국은 7집 반으로 책정한다.